# Västerlösa
Västerlösa är en tätort i Linköpings kommun och kyrkby i Västerlösa socken. Orten är belägen på Östgötaslätten, cirka 15 km väster om Linköping. Länsväg 1025 passerar och ytterligare ett par sekundära länsvägar berör orten.

## Befolkningsutveckling
| Befolkningsutvecklingen i Västerlösa 1990–2020 | Befolkningsutvecklingen i Västerlösa 1990–2020 | Befolkningsutvecklingen i Västerlösa 1990–2020 | Befolkningsutvecklingen i Västerlösa 1990–2020 | Befolkningsutvecklingen i Västerlösa 1990–2020 |
| ---------------------------------------------- | ---------------------------------------------- | ---------------------------------------------- | ---------------------------------------------- | ---------------------------------------------- |
|                                                |                                                |                                                |                                                |                                                |
| År                                             |                                                |                                                | Folkmängd                                      | Areal (ha)                                     |
| 1990                                           | 1990                                           |                                                | 230                                            | 44                                             |
| 1995                                           | 1995                                           |                                                | 210                                            | 45                                             |
| 2000                                           | 2000                                           |                                                | 211                                            | 45                                             |
| 2005                                           | 2005                                           |                                                | 214                                            | 45                                             |
| 2010                                           | 2010                                           |                                                | 206                                            | 45                                             |
| 2015                                           | 2015                                           |                                                | 207                                            | 41                                             |
| 2020                                           | 2020                                           |                                                | 232                                            | 43                                             |
| Anm.: Ny tätort 1990                           |                                                |                                                |                                                |                                                |